# Анжела (Marvel Comics)
Анжела (англ. Angela) — персонаж в комиксе Тодда Макфарлейна «Spawn». Она была создана Нилом Гейманом, что привело к суду между Макфарлейном и Гейманом на тему того, кто же обладает правами на этого персонажа.

## Биография
Анжела — ангел и охотница на Хеллспаунов. Впервые она появилась в девятом выпуске, когда охотилась на Спауна. Вступив с ним в битву, она в первый раз за свою карьеру терпит поражение. Но когда после этого Спаун появился на суде в Раю (там он выступал свидетелем того, что Анжеле было выдано разрешение охотиться на него), у них завязались романтические отношения. Анжела не раз появлялась в комиксе, пока трагически не погибла от рук Мэлболгии в сотом номере.
Начиная с 2013 года Анжела стала издаваться в Marvel Comics. Сперва она появилась в конце истории «Age of Ultron» как результат разлома в Мультивселенной. Она сначала присоединяется к Стражам Галактики. В линии Original sin Анжела показана как дочь Одина и сестра Тора.

## История издания
Анжела появлялась в выпусках «Спауна» № 9, 62, 89 и с 96 по 100.
В 1994-95 гг. была выпущена минисерия, посвящённая Анжеле, сценарий которой написал Нил Гейман, а иллюстратором был Грег Капулло. Эти три выпуска вместе с одним спецвыпуском были позднее переизданы в одном томе под названием «Спаун: Охота Анжелы». Также существует отдельный спецвыпуск «Океаны зла» (1995), посвящённый Анжеле.
Анжела также появлялась в нескольких кроссоверах — в цикле «Ярость ангелов», который проходил по нескольким другим сериям, например, «Youngblood», она встречалась с Глорией. Также она появлялась в кроссовере «Ария/Анжела».
В марте 2013 года, на сайте Comic Book Resources было объявлено, что Нил Гейман возвращается в Marvel вместе с правами на публикацию Анжелы. Джо Кесада прокомментировал, что Анжела появится в конце линии Эра Альтрона. В мае Entertainment Weekly опубликовала первое изображение Анжелы в качестве представителя Marvel, в новом дизайне от Джо Кесады

## Проблемы с правами
В 1993 году Макфарлейн привлек к работе над «Спауном» Нила Геймана, а также Алана Мура, Дэйва Сима и Фрэнка Миллера. Каждый из них должен был написать по одному выпуску. В своем, девятом по счету, Гейман ввел таких персонажей, как Анжела, Коглиостро и Средневековый Спаун. Все трое и после этого продолжили появляться (и играть значительную роль) в серии, и выпускались в виде фигурок. Коглиостро играл важную роль в сюжете фильма 1997 года. Изначально Макфарлейн был согласен с тем, чтобы права на них хранил Гейман, но позднее заявил, что писателя лишь наняли выполнить работу, и поэтому все его творения принадлежат Макфарлейну, указывая на копирайты в девятом выпуске и отсутствие контракта, утверждающего обратное (некоторые считали, что эти действия были вызваны желанием получить все права на персонажей, используя для обмена персонаж Чудотворца). Макфарлейн также отказался платить Гейману отчисления со всех переизданий его работ и игрушек. В 2002 Гейман подал в суд и выиграл дело. Суд постановил, что, так как Гейман придумал персонажей, а Макфарлейн их нарисовал, права на них следует поделить поровну между обоими. Но теперь Анджела является частью вселенной «Marvel Comics». Её появление произошло 10-м выпуске серии Age of Ultron, а потом героиню ждет 5-й выпуск комикса Guardians of the Galaxy за авторством Брайана Майкла Бендиса, написанный в соавторстве с Нилом Гейманом.

## Вне комиксов
- Анжелу можно было увидеть в художественном фильме «Спаун». В начале сцены в зале, где проходит банкет, камера показывает высокую, красивую женщину в серьгах с логотипом Спауна.
- Также она появлялась в одной из серий анимационного сериала Todd McFarlane’s Spawn, хотя исход событий, происходивших там, почти во всем отличается от того, что было в оригинале.
- Анжеле посвящена песня «The Hunter» из альбома «The Dark Saga» группы Iced Earth, который посвящён Спауну.
- Появилась в качастве играбельного персонажа в мобильной игре «MARVEL Future Fight».
- Появилась в качастве играбельного персонажа в игре «MARVEL HEROES 2016»
- Появилась в качестве играбельного пресонажа в игрe «Marvel: Contest of Champions»
- Появилась в качестве миниатюры для настольной игры «Marvel: Crisis Protocol» в 2021 году.